# Galería Freites
La Galería Freites es una galería internacional de arte moderno y contemporáneo dedicada a la exhibición y venta de obras fundada en 1977. La Galería tiene su sede principal en la Avenida Orinoco de Las Mercedes, en la ciudad de Caracas capital de Venezuela. Su colección de obras es el resultado de más de 40 años de coleccionismo por parte de su director Alejandro Freites.

## Historia
El 7 de noviembre de 1977 se inauguró la Galería Freites, en la Avenida Orinoco de Las Mercedes, en Caracas. Desde su inauguración, ha jugado un papel importante en la promoción de artistas y en la creación de un espacio cultural importante. Las exposiciones que ha organizado a lo largo de los años han sido clave para definir su identidad y su impacto en la comunidad artística.
La creación de la galería se da en un momento cultural en Venezuela, en el que las instituciones museísticas eran referencia internacional. La galería asume estos principios de exhibición, promoción, investigación y documentación con alto sentido profesional en cada una de las actividades que realiza.
Desde un inicio se organizaron exposiciones de artistas venezolanos, pertenecientes a distintas tendencias, algunos de ellos con una carrera prometedora y otros ya consolidados. Incluso, galardonados con el Premio Nacional como Luis Alfredo López Méndez, Pedro Ángel González, Francisco Narváez, Héctor Poleo, Alirio Palacios, Jacobo Borges, Armando Barrios, Édgar Sánchez, Luis Guevara Moreno, Jesús Soto, Marisol, entre muchos más. Junto a este grupo de artistas, se integró la presencia internacional con Victor Vasarely, y su primera muestra realizada en 1978. Se fue delineando de esta manera, una preferencia por el arte moderno y contemporáneo de sólida representación. Desde entonces se han organizado exposiciones de Baltasar Lobo en 1981, 1993, 1999, 2010 y 2022; Reg Butler en 1983 y 1992; Jacques Lipchitz en 1988 y 1996; Arman en 1991; Trova en 1989, Lynn Chadwick en 1981, 1988, 1997 y 1993; Julio González en 1989; Archipenko en 1991; Manolo Valdés en 1988, 1990, 1993, 1997, 2008 y 2013, Santiago Cárdenas, 1988, 1991, 1995, 2007, 2013, 2015. Igualmente se amplió considerablemente la colección, lo que sirvió de base para efectuar importantes exposiciones colectivas con obras de Jean Arp, Fernando Botero, Alexander Calder, Barbara Hepworth, Henry Moore, Arnaldo Pomodoro, entre tantos otros.
A lo largo de las tres primeras décadas, cuyo corte realiza en 2006, momento en el que se inaugura el nuevo edificio, la galería sirvió de puente para introducir en el coleccionismo local el gusto por el arte moderno y contemporáneo de alto nivel, con artistas de trayectoria consolidada, cuyas piezas, en algunos casos, ya formaban parte del patrimonio de importantes museos. Así entonces fomentó una nueva visualidad en las artes plásticas, que hoy la coloca como referente en Venezuela y en Latinoamérica.

### El nuevo edificio
En junio de 2006 se inauguró el nuevo edificio de la Galería Freites, en el mismo lugar donde funcionaba la anterior sede. La construcción proyectada por el arquitecto Julio Maragall, Premio Nacional de Arquitectura, refleja claramente el carácter simbólico de una estructura que se erige a través de una relación neta entre arte y diseño.
La fachada, revestida en ladrillo, está concebida mediante formas orgánicas sinuosas, de ángulos redondeados y una amplia entrada de vidrio. Los volúmenes ondulantes y rítmicos suavizan la austeridad de la pared, cuyo aspecto hermético en la parte superior contrasta con los espacios internos, iluminados y abiertos. El edificio está distribuido en tres pisos y una terraza, en la que descansa una cúpula de cristal que permite el paso de la luz natural hacia las áreas internas. La arquitectura está complementada con materiales en hierro, vidrio y pisos de piedra gris, que se integran sobriamente al conjunto. En este contexto, las salas de exposición con paredes blancas a doble altura, enfatizan la representación de un espacio neutral y conciso adecuado para elevar la visibilidad de las obras.
La exposición inaugural se realizó con una importante retrospectiva del artista venezolano Edgar Sánchez, y luego, la colectiva “Escultura inglesa de posguerra”, con las que se ratificó la misión de promoción del arte contemporáneo nacional e internacional. Se sumaron posteriormente las muestras individuales de Fernando Botero, Baltasar Lobo, Juan Asensio, Xavier Mascaró, Robert Indiana, Santiago Cárdenas, Manolo Valdés, Donald Sultan, Liu Bolin, Jacobo Borges, Francisco Narváez, Jorge Stever, Pedro Fermín, por mencionar algunas. Ha sido una importante etapa en la que se ha consolidado la imagen de la galería y extendido su proyección en el exterior, estableciendo alianzas estratégicas con instituciones culturales en Estados Unidos y  Europa.